# ورزشگاه ملی رومانی
 ورزشگاه ملی رومانی  (به رومانیایی: Arena Națională) ورزشگاهی در بخارست، رومانی و ورزشگاه خانگی تیم ملی فوتبال رومانی، باشگاه فوتبال دینامو بخارست و باشگاه فوتبال استوا بخارست است.
این ورزشگاه که در سال ۲۰۱۱ میلادی ساخته شده و ظرفیت آن ۵۵٬۶۱۱ است.
ورزشگاه ملی رومانی میزبان فینال لیگ اروپا ۲۰۱۲ بوده است، همچنین فینال جام حذفی فوتبال رومانی و سوپر جام فوتبال رومانی نیز در این ورزشگاه برگزار میشود.